# トロント大学出版局
トロント大学出版局（トロントだいがくしゅっぱんきょく、University of Toronto Press）は、1901年に設立されたカナダの大学出版局。1901年に設立されたが、1911年まで書籍を出版しなかった。
トロント大学出版局は当初、試験用の図書と大学のカレンダーのみを出版していた。最初に出版された学術書はUniversity Collegeの古典文学の教授の著書である。1933年からは同大学の大学図書館を管理している。1949年創刊の『Canadian Journal of Mathematics』では、印刷に新しい組版法が採用された 。
1971年から印刷版とマイクロフィルム版の両方を出版している 。